# 3 نوفمبر
- السبت
- الأحد
- الاثنين
- الثلاثاء
- الأربعاء
- الخميس
- الجمعة

- 110 جمادى الأولى 1447  هـ
- 211 جمادى الأولى 1447  هـ
- 312 جمادى الأولى 1447  هـ
- 413 جمادى الأولى 1447  هـ
- 514 جمادى الأولى 1447  هـ
- 615 جمادى الأولى 1447  هـ
- 716 جمادى الأولى 1447  هـ
- 817 جمادى الأولى 1447  هـ
- 918 جمادى الأولى 1447  هـ
- 1019 جمادى الأولى 1447  هـ
- 1120 جمادى الأولى 1447  هـ
- 1221 جمادى الأولى 1447  هـ
- 1322 جمادى الأولى 1447  هـ
- 1423 جمادى الأولى 1447  هـ
- 1524 جمادى الأولى 1447  هـ
- 1625 جمادى الأولى 1447  هـ
- 1726 جمادى الأولى 1447  هـ
- 1827 جمادى الأولى 1447  هـ
- 1928 جمادى الأولى 1447  هـ
- 2029 جمادى الأولى 1447  هـ
- 2130 جمادى الأولى 1447  هـ
- 221 جمادى الآخرة 1447  هـ
- 232 جمادى الآخرة 1447  هـ
- 243 جمادى الآخرة 1447  هـ
- 254 جمادى الآخرة 1447  هـ
- 265 جمادى الآخرة 1447  هـ
- 276 جمادى الآخرة 1447  هـ
- 287 جمادى الآخرة 1447  هـ
- 298 جمادى الآخرة 1447  هـ
- 309 جمادى الآخرة 1447  هـ
- 110 جمادى الآخرة 1447  هـ
- 211 جمادى الآخرة 1447  هـ
- 312 جمادى الآخرة 1447  هـ
- 413 جمادى الآخرة 1447  هـ
- 514 جمادى الآخرة 1447  هـ

3 نوفمبر أو 3 تشرين الثاني أو يوم 3 \ 11 (اليوم الثالث من الشهر الحادي عشر) هو اليوم السابع بعد الثلاثمائة (307) من السنة، أو الثامن بعد الثلاثمائة (308) في السنوات الكبيسة، وفقًا للتقويم الميلادي الغربي (الغريغوري). يبقى بعده 58 يومًا على انتهاء السنة.

## أحداث
- 1394 - الملك شارل السادس ينفي اليهود من فرنسا.
- 1839 - بدء حرب الأفيون التي أعلنتها المملكة المتحدة على الصين.
- 1903 - استقلال بنما.
- 1906 - بداية جلاء قوات الدولة العثمانية من منطقة القصيم على يد قوات عبد العزيز بن عبد الرحمن بن فيصل آل سعود.
- 1911 - شيفروليه يدخل رسميًا في سوق السيارات في منافسة مع طراز «تي فورد».
- 1913 - الولايات المتحدة تسن قانون ضريبة الدخل.
- 1916 - إبرام معاهدة تأسيس إمارة قطر.
- 1918 - بولندا تعلن استقلالها عن روسيا بعد الحرب العالمية الأولى.
- 1928 - تركيا تبدأ باستخدام الحروف اللَّاتينيَّة بدلًا من العربية في كتابة اللغة التركية.
- 1935 - الملك جورج الثاني يعود إلى اليونان ويستعيد ملكه بعد إعادة النظام الملكي.
- 1942 - إطلاق أول صاروخ ألماني من طراز «إف -2» وذلك أثناء الحرب العالمية الثانية.
- 1956 -
  - قوات الاحتلال الإسرائيلي تنفذ مجزرة بحق مئات الفلسطينيين من سكان مدينة خان يونس خلال حملتها لاحتلال قطاع غزة.
  - العمال العرب ينسفون أنابيب البترول في كل من سوريا وليبيا والبحرين والسعودية لمنع البترول عن المعتدين أثناء العدوان الثلاثي على مصر.
- 1957 - إطلاق الكلبة لايكا إلى الفضاء بواسطة السفينة سبوتنك-2 السوفيتية لتكون أول كائن حي يطلق برحله إلى الفضاء.
- 1961 - الجمعية العامة للأمم المتحدة توافق بالإجماع على تعيين الدبلوماسي البورمي يو ثانت خلفًا للأمين العام الراحل داغ همرشولد الذي مات في حادث تحطم طائرة.
- 1962 - المجلس التأسيسي الكويتي ينجز مشروع الدستور ويرفعه للأمير.
- 1977 - تأسيس ناحية الربيع في قضاء كركوك التي سُميت بعدئذٍ ناحية قرة هنجير.
- 1992 - انتخاب بيل كلينتون رئيسًا للولايات المتحدة بعد تغلبه على الرئيس جورج بوش.
- 1995 - تبرئة لاعب كرة القدم الأمريكية أو جاي سيمبسون من تهمة قتل زوجته وعشيقها.
- 2002 - الانتخابات التشريعية التركية 2002
- 2004 -
  - الرئيس الأمريكي جورج دبليو بوش يحظى بفترة رئاسية ثانية بعد تغلبه على منافسة الديمقراطي جون كيري.
  - المجلس الأعلى للاتحاد ينتخب الشيخ خليفة بن زايد آل نهيان حاكم إمارة أبوظبي رئيسًا للإمارات العربية المتحدة خلفًا لوالده الشيخ زايد بن سلطان آل نهيان.
- 2013 - إعصار هايان يضرب الفلبين وفيتنام يؤدي إلى مقتل حوالي 6100 شخص.
- 2014 - افتتاح بُرج التجارة العالميّ الواحد، ليُصبح أطول مبنى في نصف الكُرة الغربيَّة، بارتفاع 541 مترًا.
- 2015 - إعصار تشابالا يضرب المحافظات الساحلية اليمنية حضرموت وشبوة وسقطرى، ويدمر آلاف المنازل ويقتل ثمانية أشخاص، ويعتبر أقوى إعصار استوائي في المحيط الهندي.
- 2016 - البنك المركزي المصري يعلن عن تحرير سعر صرف الجنية المصري أمام العملات الأجنبية.
- 2017 - الجيش السوري ينجح بفك الحصار الذي فرضه تنظيم الدولة الإسلامية على أجزاء من مدينة دير الزور منذ عام 2014.
- 2022 - نجاة رئيس الوزراء الباكستاني الأسبق عمران خان من محاولة اغتيال أسفرت عن مقتل شخص وإصابة 9 آخرين.

## مواليد
- 1558 - توماس كيد، كاتب مسرحي إنجليزي.
- 1604 - عثمان الثاني، سلطان عثماني.
- 1618 - أورنكزيب عالم كير، سلطان مغول الهند.
- 1749 - دانيال رذرفورد، طبيب اسكتلندي.
- 1794 - ويليام كولين برايانت، شاعر أمريكي.
- 1801 - فينشينسو بيليني، موسيقي إيطالي.
- 1852 - الإمبراطور ميجي، إمبراطور اليابان.
- 1857 - ميخائيل ألكسيف، عسكري روسي.
- 1863 - ألفرد بيرو، عالم فيزياء فرنسي.
- 1887 - صموئيل مارشاك، شاعر و ومؤلف دراما ومترجم روسي.
- 1900 - أدولف داسلر، مؤسس شركة الملابس الرياضية الألمانية أديداس.
- 1901 -
  - ليوبولد الثالث، ملك بلجيكا.
  - أندريه مالرو، فيلسوف وروائي فرنسي.
- 1908 - جيوفاني ليوني، رئيس إيطاليا السادس.
- 1911 - كيك شميت، لاعب كرة قدم هولندي.
- 1913 - ألبير قصيري، كاتب مصري يكتب بالفرنسية.
- 1919 - رجاء عبده، ممثلة ومغنية مصرية.
- 1921 - تشارلز برونسون، ممثل أمريكي.
- 1926 - فالداس أدامكوس، رئيس ليتوانيا.
- 1928 - أوسامو تيزوكا، فنان مانغا ياباني.
- 1931 - أنيس صايغ، مؤرخ ومفكر فلسطيني.
- 1933 - أمارتيا سن، اقتصادي هندي حاصل على جائزة نوبل في العلوم الاقتصادية عام 1998.
- 1936 -
  - روي إيمرسون، لاعب كرة مضرب أسترالي.
  - إدوارد عويس، شاعر أردني.
- 1945 - جيرد مولر، لاعب كرة قدم ألماني.
- 1953 - كايت كابشاو، ممثلة أمريكية.
- 1957 - دولف لندجرين، ممثل ومخرج سويدي.
- 1960 - كارتش كيرالي، لاعب كرة طائرة أمريكي.
- 1962 -
  - جايب نويل، منتج ألعاب فيديو أمريكي.
  - جاكي سميث، سياسية بريطانية.
- 1963 -
  - إيان رايت، لاعب كرة قدم إنجليزي.
  - عفاف جنيفان، عارضة أزياء إيطالية من أصل تونسي.
  - ليلى جبر، ممثلة سورية.
- 1969 -
  - رشيد ملحس، ممثل أردني.
  - روبرت مايلز، موسيقي إيطالي / سويسري.
- 1971 - دوايت يورك، لاعب كرة قدم ترينيدادي.
- 1973
  - حكم أبو عيشة، ظابط في جهاز الأمن الوقائي فلسطيني.
  - فضيلة المبشر، ممثلة بحرينية.
- 1976 - غييرمو فرانكو، لاعب كرة قدم مكسيكي.
- 1979 - بابلو إيمار، لاعب كرة قدم أرجنتيني.
- 1981 - دييغو لوبيز، لاعب كرة قدم برتغالي.
- 1982 - ماسارو يوكوياما، ملحن ياباني.
- 1988 - أنغوس ماكلارين، ممثل أسترالي.
- 1995 - كيندال جينر، عارضة أزياء أمريكية.

## وفيات
- 361 - قنسطانطيوس الثاني، إمبراطور الإمبراطورية الرومانية.
- 1891 - الحسين بن علي الطولقي، فقيه مالكي وصوفي عثماني جزائري.
- 1918 - ألكسندر ليابونوف، عالم رياضيات وفيزياء روسي.
- 1943 - عباس أبو شقرا، صحفي لبناني.
- 1954 - هنري ماتيس، رسام فرنسي.
- 1973 - محمد أمين الصافي، فقيه مسلم وشاعر عراقي.
- 1992 - محمد بنهيمة، رئيس وزراء المغرب.
- 1996 - جان بيدل بوكاسا، إمبراطور إمبراطورية أفريقيا الوسطى.
- 2002 - لوني دونيغان، مغني اسكتلندي.
- 2003 - رسول حمزتوف، شاعر روسي.
- 2007 - سوزان باشلار، فيلسوفة فرنسية.
- 2012 - هاني السعدي، ممثل سعودي.
- 2014 - مريم فخر الدين، ممثلة مصرية.
- 2015 - أحمد الجلبي، سياسي عراقي.
- 2017 - ناصر جبران، شاعر وكاتب قصصي إماراتي.
- 2020 - يحيى السعود، محامٍ وسياسي أردني.

## أعياد ومناسبات
- عيد الاستقلال في بنما.
- عيد الاستقلال في دومينيكا.
- عيد الاستقلال في ولايات ميكرونيسيا المتحدة.
- يوم الثقافة في اليابان.

## وصلات خارجية
- وكالة الأنباء القطريَّة: حدث في مثل هذا اليوم.
- النيويورك تايمز: حدث في مثل هذا اليوم.
- BBC: حدث في مثل هذا اليوم.
- مذبحة خان يونس 1956.. ذكرى الموت المروع - الجزيرة نت